# Look What You Made Me Do
Singles de Taylor Swift
I Don't Wanna Live Forever
(2016) ...Ready for It?
(2017)
Look What You Made Me Do est le premier single du sixième album de l'auteure-compositrice-interprète américaine Taylor Swift, reputation. 
La chanson est sortie le 24 août 2017 et a été écrite en collaboration avec Jack Antonoff. La chanson contient une interpolation de la chanson I'm Too Sexy de Right Said Fred, ce qui explique que Fred Fairbrass, Richard Fairbrass et Rob Manzoli du groupe soient crédités en tant qu'auteurs-compositeurs.

## Création et sortie
Look What You Made Me Do a détenu le record du nombre de vues sur Youtube en 24 heures avec 43,2 millions de visionnages en 24 heures. C'est également la vidéo ayant atteint les 100 millions de vues le plus rapidement. Elle atteint 222 millions de vues sur YouTube en 9 jours contre 11 pour Gentleman de Psy. Elle est également la vidéo la plus vue sur Spotify avec 8 millions d'écoutes en 24 heures le jour de sa sortie. En décembre 2018, le clip vidéo atteint le milliard de visionnages sur YouTube.